# Atlaška cedra
Atlaška cedra (znanstveno ime Cedrus atlantica) je iglavec iz rodu ceder v družini borovk (Pinaceae). Po vseh lastnostih je zelo podobna drugim sortam libanonske cedre; razlike je težko opaziti.

## Opis
Atlaška cedra je drevo, ki zraste od 30 do 35 m (redko 40 m), deblo pa lahko doseže premer do 1,5 metra do 2 m in je pokrito s sprva gladko sivkasto skorjo, kasneje pa razpoka ter razvije luskasto lubje. Vrh krošnje je pokončen, veje pa so dokaj močne in goste. Iglice so kratke, trde, ostre, sploščene ter upognjene. Morsko zelene iglice so združene v šope, ki poganjajo na posebnih nastavkih.
Storži so čokati, pokončni in na konici ugreznjeni. Sprva so rumenkasto zeleni, nato pa postanejo vijolične barve, v njih pa je seme, ki ima do 2,5 cm dolga krilca za jadranje po zraku. Povprečna velikost storža je po navadi nekoliko manjša (čeprav zabeležena na 12 cm, le redko daljša od 9 cm, v primerjavi z do 10 cm pri C. brevifolia in 12 cm pri C. libani).

## Ekologija
Atlaška cedra tvori gozdove na pobočjih gora na nadmorski višini od 1170 do 2200 m, pogosto v čistih gozdovih ali v mešanici z alžirsko jelko - Abies numidica, Juniperus oxycedrus, hrastom črniko (Quercus ilex) in Acer opalus. Ti gozdovi so lahko življenjski prostor za ogroženega berberskega makaka (Macaca sylvanus), prvaka, ki je bil v prazgodovini veliko širše razširjen v severnem Maroku in Alžiriji.
Trenutno ima Maroko največjo skupno površino atlaške cedre na svetu in tvori obsežne gozdove v vlažnih območjih države, okoli Srednjega Atlasa, vzhodnega in severnega Visokega Atlasa ter v zahodnem in srednjem gorovju Rif. Trenutna skupna površina je približno 163.000 hektarjev, od tega je približno 115.000 hektarjev (80 %) v gorovju Srednjega Atlasa. Vrsta je ogrožena zaradi človekove rabe, sečnje lesa in požarov. Podatki iz leta 1927 kažejo večje število atlaških ceder (več kot 150.000 hektarjev) samo v gorovju Srednjega Atlasa. Gorovje Rif je imelo enega največjih cedrovih gozdov v preteklosti, vendar so danes gozdovi veliko manjši, 15 % vseh cedrovih gozdov v Maroku. Nedavno so v regiji province Ifrane potekale obsežne akcije pogozdovanja.
V Alžiriji je atlaška cedra močno upadla. Po podatkih iz leta 1966 je vrsta naseljevala 23.000 hektarjev in tvorila gozdove okoli gorovja Djurdjura v gorovju Kabylie in Aures. Vendar se pričakuje, da trenutno naseljuje manj kot 15.000 hektarjev zaradi obsežnih požarov in človeške uporabe.

## Gojenje in uporaba
Iz Severne Afrike so to drevo prinesli v Evropo leta 1827, danes pa jo najdemo v krajih z zmernim in vlažnim podnebjem.
C. atlantica je pogosta v gojenju kot okrasno drevo v zmernem podnebju. V vrtnih okoljih so sinjaste oblike pogosto posajene kot okrasna drevesa, ki jih ločimo kot skupino Glauca, skupino kultivarjev. V pridelavi so tudi hitre, viseče in zlatolistne oblike. Atlaška cedra je uporabna pri gojenju, ker je bolj tolerantna na suhe in vroče razmere kot večina iglavcev.
Mnoga gojena drevesa imajo sive (modrikaste) iglice, bolj puhaste poganjke in imajo lahko več iglic v vsakem kolobarju; mlada gojena drevesa imajo pogosto več vzpenjajočih se vej kot mnogi gojeni primerki C. atlantica.
V Združenem kraljestvu so naslednje sorte prejele nagrado Royal Horticultural Society Award of Garden Merit (potrjeno 2017):
- Aurea (zlata atlaška cedra)[5]
- Glauca (Skupina Glauca)[6]
- Glauca Pendula (Skupina Glauca)[7]

Atlaška cedra je posajena na južni trati Bele hiše v Washingtonu, D. C. Predsednik Carter je za svojo hčerko Amy naročil zgraditi hišo na drevesu znotraj cedre. Leseno konstrukcijo je projektiral predsednik sam in je samonosna, da ne poškoduje drevesa.
Atlaška cedra se razmnožuje s semeni, ki pa morajo biti popolnoma zrela in suha, da vzkalijo. V domovini najbolje uspeva na apnenčastih tleh, v Evropi pa tudi na peščenih.
Les atlaške cedre je trpežen in se ga da dobro obdelovati, še posebej pa je priljubljen, ker s svojim močnim vonjem odganja žuželke. Nasadi cedre, predvsem s C. atlantica, so bili urejeni v južni Franciji za proizvodnjo lesa.